# بیشاپ (ویرجینیا و ویرجینیای غربی)
بیشاپ (به انگلیسی: Bishop) یک منطقهٔ مسکونی در ایالات متحده آمریکا است که در شهرستان مک‌داول، ویرجینیای غربی واقع شده‌است.